# Exocentrus sjostedti
Exocentrus sjostedti är en skalbaggsart som beskrevs av Stefan von Breuning 1955. Exocentrus sjostedti ingår i släktet Exocentrus och familjen långhorningar. Inga underarter finns listade i Catalogue of Life.